# Episodi di Heartless (prima stagione)
La prima stagione della serie televisiva Heartless, composta da 5 episodi, è stata trasmessa in Danimarca su Kanal 5 dal 28 aprile al 26 maggio 2014.
In Italia, la stagione verrà trasmessa su Nove dal 27 ottobre al 24 novembre 2018. Inoltre, tutti gli episodi sono disponibili su DPlay.
| n° | Titolo originale | Titolo italiano | Prima TV Danimarca | Prima TV Italia  |
| -- | ---------------- | --------------- | ------------------ | ---------------- |
| 1  | Afsnit 1         | Episodio 1      | 28 aprile 2014     | 27 ottobre 2018  |
| 2  | Afsnit 2         | Episodio 2      | 5 maggio 2014      | 3 novembre 2018  |
| 3  | Afsnit 3         | Episodio 3      | 12 maggio 2014     | 10 novembre 2018 |
| 4  | Afsnit 4         | Episodio 4      | 19 maggio 2014     | 17 novembre 2018 |
| 5  | Afsnit 5         | Episodio 5      | 26 maggio 2014     | 24 novembre 2018 |

## Episodio 1
- Titolo originale: Afsnit 1
- Diretto da. Natasha Arthy

### Trama
I fratelli gemelli Sebastian e Sofie si iscrivono nel collegio di Ottmansgaard, sperando di scoprire il segreto della loro maledizione soprannaturale.

## Episodio 2
- Titolo originale: Afsnit 2
- Diretto da: Natasha Arthy

### Trama
I gemelli scoprono perché la loro madre ha frequentato Ottsmansgaard. Il coinquilino di Sofie si innamora di Sebastian. Ditlev e i prefetti preparano alla foschia i nuovi studenti.

## Episodio 3
- Titolo originale: Afsnit 3
- Diretto da: Natasha Arthy

### Trama
L'amicizia tra Sofie ed Emilie si approfondisce. I gemelli scoprono che il loro segreto risale a molti anni. L'ossessione di Ditlev con Sofie rimane un problema.

## Episodio 4
- Titolo originale: Afsnit 4
- Diretto da: Natasha Arthy

### Trama
Il padre di Emilie indaga su una morte scioccante vicino alla scuola. I gemelli cercano di mantenere il loro segreto da Nadja. Sebastian si innamora di un servo.

## Episodio 5
- Titolo originale: Afsnit 5
- Diretto da: Natasha Arthy

### Trama
I gemelli devono agire drasticamente per impedire a Nadja di scoprire il loro segreto. Sebastian ha a che fare con il violento ex-fidanzato di Josefine.